# Classical Fantasy Within
『Classical Fantasy Within』（クラシカル・ファンタジー・ウィズイン）は、島田荘司による計8巻の小説。イラストは士郎正宗が担当。第1部が2008年1月から3か月連続、第2部が2008年10月から4か月連続、第3部が2010年5月に刊行。

## 概要
講談社BOXの企画「大河ノベル」の2008年作品として同年1月より発売開始した。
「大河ノベル」は1年間、12カ月連続で刊行されることがコンセプトであったが、この作品は2008年1月から3月にかけて3巻まで刊行され、そこで一旦中断した。2008年10月から4巻以降の刊行が再開。しかし2009年1月の第7巻までで再度中断、2009年9月より再開する予定である旨島田より発表された。その後、再度延期したが、2010年5月に単独シリーズとして刊行された。第4部は同年秋から再開予定だったが、結局計8巻で途絶となった。
当初奇数月・偶数月で2作品が全6巻ずつ刊行される予定であったが、刊行開始直前に偶数月刊行予定だった『進々堂世界一周』が単独作品となり、奇数月予定だったこの作品が全12巻予定に変更された。
島田は、「1つ1つの物語は純粋にファンタジー作品として読めるが、ラストとなる12巻でそれまでの物語が実は本格ミステリを構成する緻密なピースだった、巧妙に仕組まれていたことが判明する、そういう物語に挑戦している」と語っており、またイラストを担当する士郎正宗に対しても、「この作品の世界観を表現できるイラストレーターは彼しかいない」として島田本人が指名したと語っている。

## 書籍情報

### Classical Fantasy Within
第1部
- 第一話 ロケット戦闘機「秋水」（2008年1月7日発行、ISBN 978-4-06-283656-2）
- 第二話 怪力光線砲（2008年2月4日発行、ISBN 978-4-06-283658-6）
- 第三話 火を噴く龍（2008年3月3日発行、ISBN 978-4-06-283661-6）

第2部
- 第四話 アル・ヴァジャイヴ戦記 初日の冒険（2008年10月1日発行、ISBN 978-4-06-283684-5）
- 第五話 アル・ヴァジャイヴ戦記 ヒュッレム姫の救出（2008年11月4日発行、ISBN 978-4-06-283686-9）
- 第六話 アル・ヴァジャイヴ戦記 ポルタトーリの壺（2008年12月1日発行、ISBN 978-4-06-283690-6）
- 第七話 アル・ヴァジャイヴ戦記 再生の女神、アイラ（2009年1月5日発行、ISBN 978-4-06-283696-8）

第3部
- 第八話 ハロゥウィン・ダンサー（2010年5月6日発行、ISBN 978-4-06-283739-2）

第4部
- メガロポリス・エド（2010年秋以降刊行予定だったが出版されず）